# Family Life TV
Family Life TV era un canale televisivo italiano, privato e satellitare, ricevibile sui decoder Sky al canale 887.

## Storia
L'emittente, nata nel 2004, aveva una copertura che abbracciava tutti gli Stati europei, il Nord Africa, il Medio Oriente ed il Canada orientale. Family Life Tv si divideva tra Milano e Potenza, Milano con la sede legale ed una redazione, ed Atella, in provincia di Potenza, dove aveva sede la produzione ed una seconda redazione.
I programmi di Family Life Tv si occupavano di diversi argomenti: attualità e tecnologia, economia, territorio e utilità, musica e tempo libero, sociale e spettacolo, con ampi spazi dedicati al commerciale.
L'emittente aveva siglato un accordo di collaborazione con l'emittente Administra TV.

## Programmi
Family Life Tg, Family Life Tg Speciale Spettacolo, Family Life Tg Speciale Sport, Il Rotocalco : dedicati all'informazione in pillole su politica, cronaca, attualità e spettacolo.
Storie: Programma articolato in Storie Sociale e Storie Attualità. Mentre il secondo si occupa di seguire eventi, novità in campo tecnologico ed ha un taglio commerciale ed intrattenitivo, Storie Sociale affronta le tematiche legate alle emergenze umanitarie.
Vivere l'Europa: Programma settimanale di attualità europea; Paolo Bollani segue le news dall'Europa: economia, politica, cronaca, spettacolo, sport e curiosità presentate da Paolo Bollani.
Intelligent Energy: Dedicato al mondo dell'energia alternativa, il programma è articolato nelle rubriche Il Punto e L'Alternativa; la prima tratta delle tematiche ambientali, con spunti ed informazioni su normative, accordi internazionali, storie di studi e singoli casi; la seconda rubrica tratta delle forme di energia alternativa e affronta singoli casi di progettazione, dalla grande produzione fino al progetto abitativo, con spunti sulla bioarchitettura e sulla casa passiva. All'interno della programmazione sono presenti degli Speciali Eventi, dedicati agli appuntamenti del mercato italiano dell'energia 2007: Energethica di Genova, EnergyMed di Napoli, Klimahouse di Bolzano, Casa Energia di Milano. Spazi pubblicitari sono dedicati alle aziende che operano nel settore dell'energia alternativa.
SalusTv: Settimanale di benessere e medicina
Tutti al Parco: Documentari turistici dedicati ai Parchi Nazionali italiani, dall'Aspromonte alla Sila, dal Cilento al Pollino.
Terre d'Amare: Programma dedicato a viaggi in Italia e nel Mediterraneo
Cultural Tg: Beni Culturali Mostre e novità editoriali in pillole
Forza di Pace: format in 9 puntate, incentrato sul reportage che quattro giovani ragazzi hanno realizzato seguendo le attività del contingente italiano in Kosovo.
United for Children: Programma dedicato alle campagne UNICEF nel mondo.
Il PIanista Impossibile: 9 puntate per il concerto diretto dall'immaginifico Marco Falossi
Tg Cinema: Dedicato all'informazione leggera, news dalle sale e dal mondo del cinema
Fai da te facile: il programma settimanale che insegna come effettuare interventi di piccola manutenzione, riparazioni e decorazione della casa e del giardino con suggerimenti, idee e soluzioni utili ed innovative.
Charming Home: La designer d'interni Anna Crecco alle prese con il progetto e l'elaborazione creativa dello spazio abitato: case ed interni prima e dopo il restiling.